# III. István moldvai fejedelem
III. (Nagy) István (románul: Ștefan cel Mare) (Borzești, 1433 –‎ Szucsáva, 1504. július 2.) Moldva fejedelme volt 1457–1504 között.
Uralkodása alatt Moldva erős állammá fejlődött és megőrizte függetlenségét a Magyar Királysággal, Lengyelországgal és az Oszmán Birodalommal szemben. 36 csatából 34-ben győzött; ezek közül a leghíresebbek a moldvabányai csata és a vászlói csata (1475). Az ütközet után IV. Szixtusz pápa a keresztény hit igaz bajnokának nevezte Istvánt (verus christianae fidei athleta). Vallásos meggyőződését azzal is bizonyította, hogy kifizette az Athosz-hegyi kolostorok tartozását a Török portának, hogy a kolostorok megőrizhessék vallási függetlenségüket.
A törökkel, tatárral, magyarokkal, lengyelekkel, valamint a havasalföldi török hűbéres vajdákkal folytatott háborúiban István csodás hősiességgel védelmezte országát és azt végül függetlenné tette. Az egykorúak nem győzik eléggé dicsérni, magasztalni és csodálni. Dlugosz, az egykorú lengyel krónikás, török győzelmei alkalmából ezt írja: „Oh! milyen csodálatra méltó férfiú, a vitéz fejedelmeknél, kiket annyira bámulunk, semmivel sem csekélyebb, a ki napjainkban olyan nagyszerű győzelmet aratott a törökön, a világ fejedelmei közt az első! Nézetem szerint ő lenne a legméltóbb, hogy a keresztények közös tanácsával és egyhangú határozatával reá ruháztassék a világ uralma és kormányzata, különösen azonban a török elleni fővezérség, mert a többi katolikus királyok és fejedelmek tétlenséggel és mulatozással vagy polgárháborúval töltik idejöket.” IV. Szixtusz pápa Istvánnak „kitűnő vitézségét s a kereszténység iránti jeles érdemeit” magasztalva, ezt írta neki: „a hitetlen török, közös ellenségünk elleni tetteid, melyeket eddig oly bölcsen és vitézül hajtottál végre, nevedet annyi fénnyel gyarapították, hogy mindenkinek ajakán vagy s mindenki egyhangúlag dicsőít.” Ugyanígy magasztalják Istvánt, akit Hunyadi Mátyás magyar király „a vallás és az üdv buzgó védőjének” nevez, az egykorú velencei követjelentések. Muriano velenczei orvos, aki Istvánt halálos ágyán ápolta, a dózsénak a fejedelem következő mondását jelenti: „36 csatát vívtam, mióta ez ország ura vagyok, melyek közül 34-ben győztem, és csak kettőt vesztettem el” .

## Hatalomra jutása

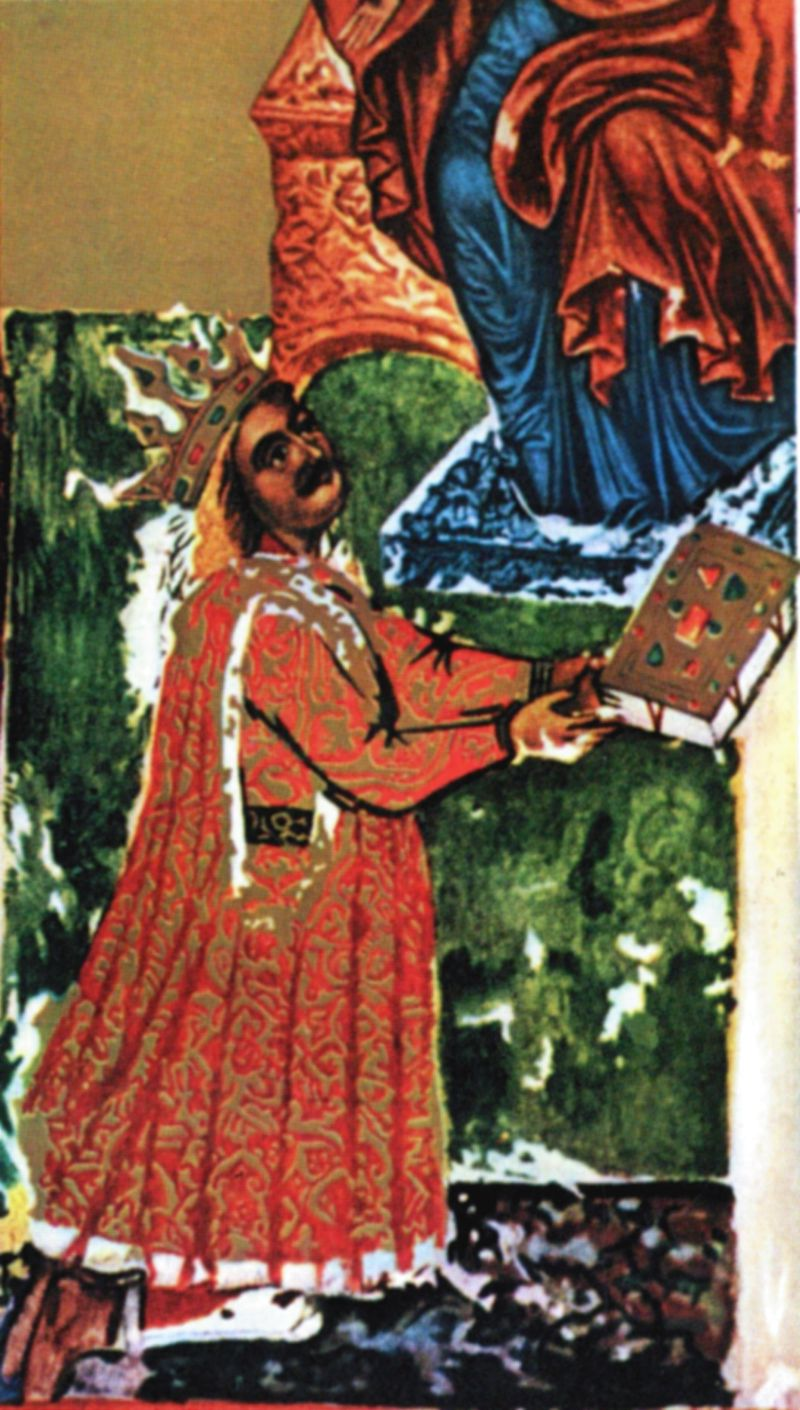
III. István ábrázolása egy 1473-as képen a humori kolostorban

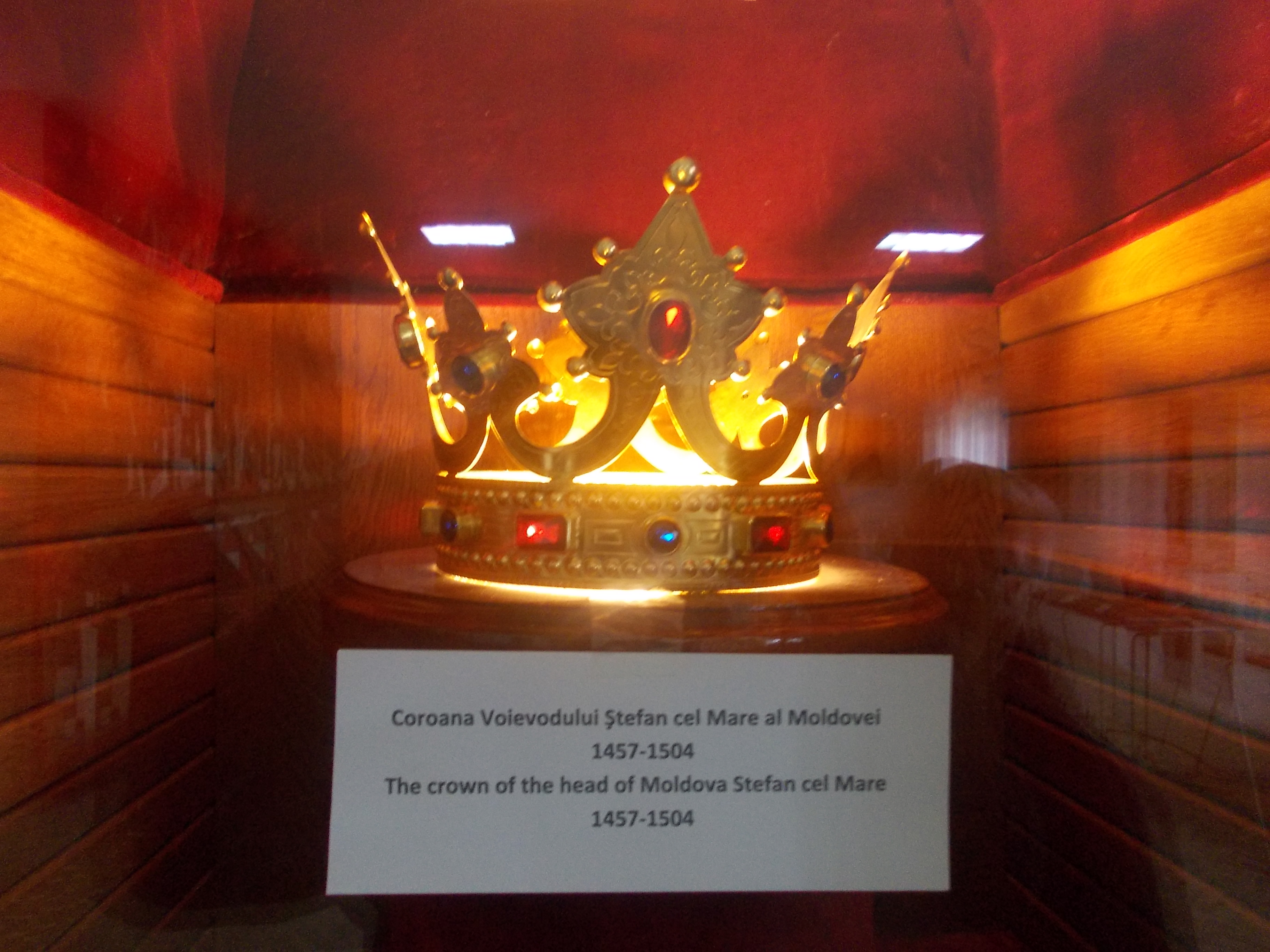
III. István kivilágító koronája

A Mușat családból származó István apja, II. Bogdán moldvai fejedelem 1449 és 1451 között uralkodott Moldvában, majd István nagybátyja, Péter Áron csatában megölte. 1451–1457 között a fejedelemséget a Péter Áron és Alexăndrel (Alexandru cel Bun unokaöccse) közötti belső harc dúlta fel.
A belharcok kezdetén István Erdélybe menekült és Hunyadi Jánosnál keresett segítséget. Ezután Havasalföldre ment III. Vlad udvarába, akitől 1457-ben 6000 lovasból álló hadsereget kapott és velük sikerült legyőznie Péter Áront Doljeștinél, akit Lengyelországba űzött. és Istvánt fejedelemmé koronázták. Két évvel később, István betört Lengyelországba Péter Áront keresve, de nem járt sikerrel. A hadjárat következtében István aláírt egy szerződést, amelyben hűbérurának ismerte el IV. Kázmér lengyel királyt, Péter Áront viszont kitiltották Moldvából.
Trónra léptekor az ország függésben volt Lengyelországtól és Magyarországtól és adót fizetett a szultánnak. Ő egyelőre sem a magyar, sem a lengyel felsőbbséget nem ismerte el, de amíg a két országgal meg nem egyezett, addig a törökkel sem akart szakítani. Arról, hogy adót fizetett volna neki, amire elődje kötelezte magát, arról megbízható dokumentum nincs. Lengyelország irányában, ahol az elűzött Péter menedéket és segítséget kapott, Istvánnak az első két évben ellenséges volt a viszonya, és be-betört Pokuttyába és Podóliába. Csak 1459-ben jött létre a lengyel király és a fejedelem követe közt egyezség, amely szerint az addigi ellenségeskedés és kölcsönös fosztogatás megszűnik, és Péter a későbbiekben nem fog Moldva határa közelében tartózkodni. István megígérte, hogy segíteni fogja a királyt „a pogányok” (török és tatár) ellen, ellenben a király is köteles őt védeni. A következő évben megújította a lembergi kereskedők régi kiváltságait. 1462 március 2-án Suceawában a metropolitával és a bojárokkal hűséget fogadott Lengyelországnak azzal a nyilatkozattal, hogy elődei szokása szerint elismeri a lengyel korona felsőbbségét.

## Uralkodása

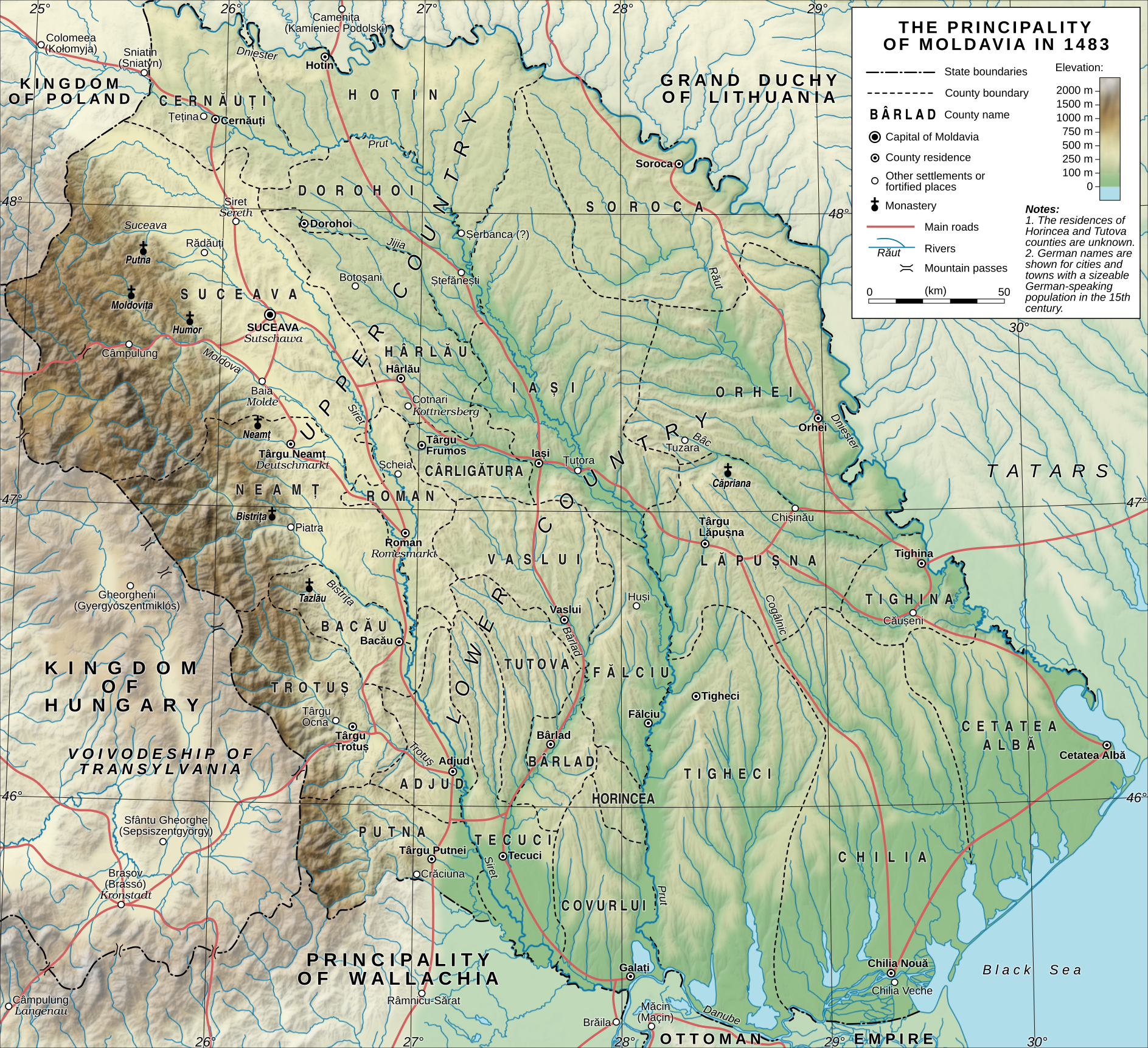
Moldva 1483-ban

István, hogy hatalmát megszilárdítsa, a putnai oláh kerületet Havasalföldtől elfoglalta, Kiliát a magyaroktól visszaszerezte.
Péter, aki Lengyelországban nem érezte magát biztonságban, Hunyadi Mátyásnál keresett és talált segítséget. Ennek következtében István 1461-ben betört Erdélybe. Istvánnak állandóan ellenséges magatartása és az erdélyi felkelőknek nyújtott támogatása arra indította Mátyás királyt, hogy 1467-ben haddal nyomuljon Moldvába.
1467-ben Hunyadi Mátyás megtámadta Moldvát, de Istvánnak sikerült legyőznie őt a moldvabányai csatában, ahol maga Mátyás is megsebesült. 
Ennek ellenére 1468-ban kénytelen volt mégis elismerni Magyarország fennhatóságát. Még ebben az évben a Dnyeszter melletti lipniți ütközetben legyőzte az Arany Hordát. 1469-ben Hunyadi Mátyás – csehországi hadjáratai alatt – kétszer beütött Erdélybe, 1474-ben megverte III. Radu havasalföldi fejedelmet. Közben 1471-ben István megtámadta Havasalföldet, amely ekkor már török fennhatóság alatt állt. Amikor II. Mehmet szultán bosszúhadjáratot indított Moldva ellen, de István 1475. január 10-én legyőzte a magyarok, és székelyek segítségével a fejedelemségbe benyomult 120 000 főnyi török sereget Vászlónál, a Racova folyó torkolatánál. (Ez a győzelem ideiglenesen útját állta a törökök terjeszkedésének a Balkánon). A csata után István követeket küldött a keresztény fejedelmekhez és a pápához segítséget kérve a török ellen, aki már készül vereségét megbosszulni és „a kereszténység e várkapuját” – mint országát nevezi – hatalmába ejteni. Hasonló tartalmú levél ment Mátyás királyhoz, akinek István követével is fölajánlotta szolgálatait a török ellen. Mátyás szívesen látta a követséget, megköszönte István ajánlatát és késznek nyilatkozott teljesíteni kívánságait, amelyek közt az is szerepelt, hogy egy várat adományozzon neki Erdélyben. A közelebbi megállapodások céljából a király Istvánhoz követet küldött, akinek az volt a feladata, hogy a fejedelmet a magyar felsőbbség elismerésére bírja. Abban a reményben, hogy oltalmat nyer a szultán bosszúja ellen, István teljesítette a magyar kívánságokat, Csicsó és Küküllő várakat kapta magyar hűbérül, ellenben a magyar királyt fő védnökének ismerte el. (1475. augusztus 15.).
Ugyancsak 1475-ben III. Radu, majd a doni kozákok felett aratott diadalt. A következő évben II. Mehmet szultán személyesen vezetett 150.000 főnyi hadat István ellen; a havasalföldi hűbéres vajda is hozzá csatlakozott. Ugyanakkor a török hajórajt Kilia és Akkerman várak ostromának támogatására rendelte és meghagyta, hogy 30.000 tatár törjön az országba. E hatalmas támadással István egyedül, külső segítség nélkül állt szemben. A körülbelül 200.000 főnyi ellenség ellen alig 40.000 moldvait tudott talpra állítani. Míg ezzel a haddal a Dunánál állt, hogy a török átkelését akadályozza, a tatárok pusztítva hatoltak a Szeretig egész Szucsáva közelébe. István oda sietett, tönkre verte és a Dnyeszteren túlra kergette őket. Csakhogy eközben a törökök elárasztották az országot és mindent felperzseltek. István hasztalan várta a magyar és a lengyel segítséget. Az ellenség már Neamt váránál, két napi járásra Szucsávától állt. A Valea Alba pataknál, az azóta Razboieni-nek nevezett mezőn István 10.000 válogatott lovassal július 26-án elfogadta az egyenlőtlen küzdelmet, melyből alig menekült meg vitéz seregének egy kis maradványa. Néhány (15–20) lovassal jutott el Kameniecbe, hogy Lengyelországban segítséget keressen és zsoldosokat fogadjon. A török eközben Szucsáva ellen nyomult, de hasztalan vívta a várat. Élelemhiány és a táborban pusztító betegségek a szultánt még augusztusban visszavonulásra kényszerítették, de előtte azonban fölgyújttatta a fővárost. Csak ezután érkeztek meg a magyar segélyhadak, melyeket Báthory István Erdélyből küldött. Lengyelországból visszatérve István a török sereg egy részét még utolérte a Dunánál, ahol megverte és a zsákmányt visszavette tőle. Kilia és Akkerman is fölszabadultak.

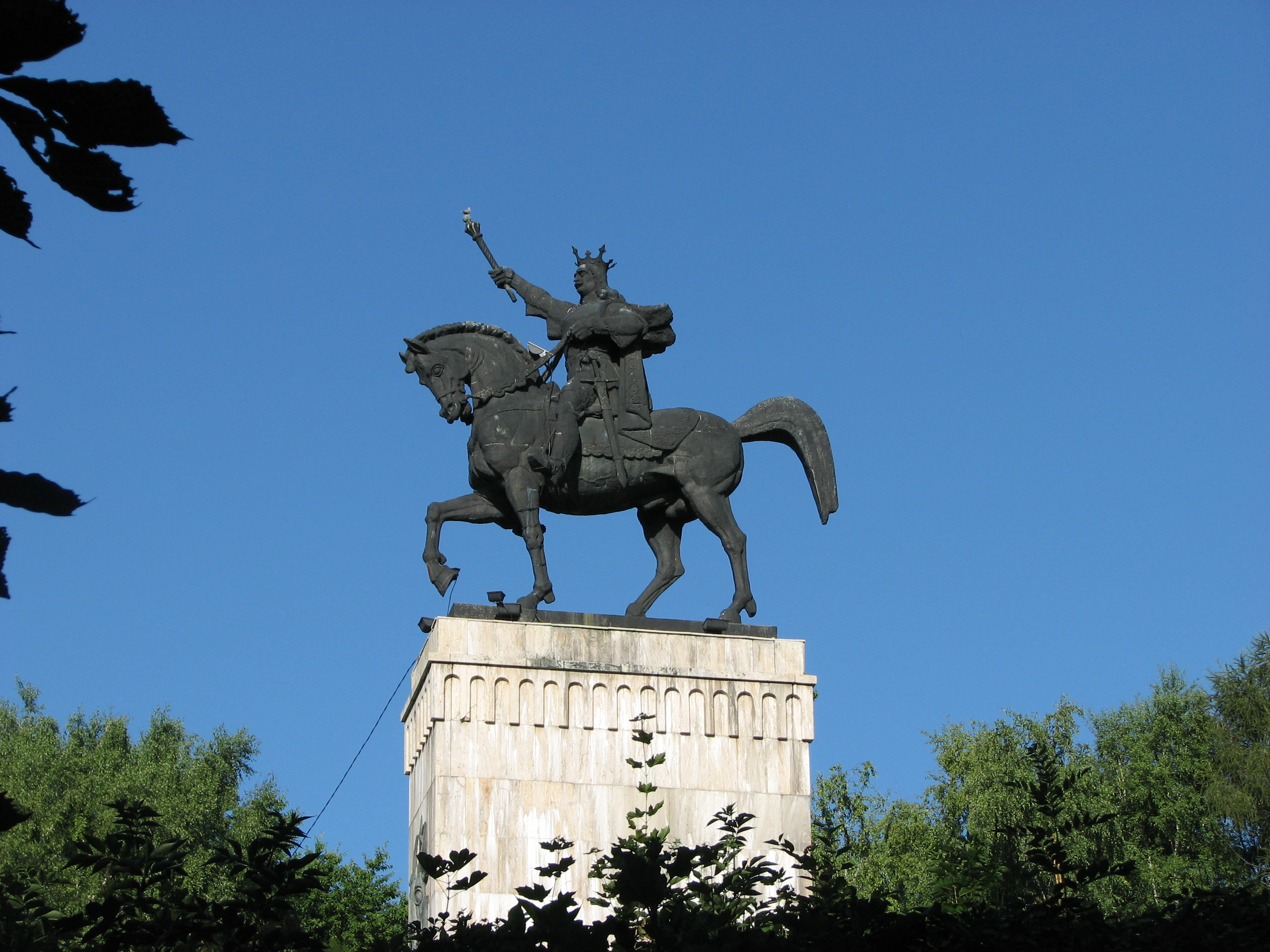
III. István moldvai fejedelem lovasszobra, Szucsáva, Románia

Mehmed 1476–1477 telén újabb török sereget küldött Moldvába, ahol III. Raduval  együttesen 30 000 foglyot zsákmányoltak. István az erdélyi vajda vezénylete alatt kiűzte országából a törököket és Radu helyébe Vladot ültette a havasalföldi fejedelmi székbe; de az új fejedelem is a törökökkel kereste a szövetséget.
A következő évek nyugalmát István a béke műveire, zárdák és templomok alapítására, amelyekkel utolsó háborúit akarta megörökíteni, főleg azonban Szucsáva újraépítésére fordította. De az újonnan keletkezett és új erődítményekkel ellátott várost már pár év múlva ismét földúlta a török. Az ellenségeskedések 1480–81-ben megint megkezdődtek, mert István benyomult Havasalföldre és Mátyás király segítségével elűzte a törökpárti vajdát.
1481-ben Rimnik szultán el akarta foglalni Moldvát, hogy így a krími és volgai tatárokkal közvetlen kapcsolatba kerüljön.
Alighogy Mátyás 1483 végén II. Bajaziddal öt évi fegyverszünetre lépett, Bajazid 1484-ben összes erejével átkelt a Dunán és a hűtlen Vlad seregével is egyesülve, elfoglalta Kiliát, majd Dnyeszterfehérvárt (Akkerman) és végig pusztította az egész Moldvát. A sereg egy része egész Szucsáváig pusztított és fölgyújtotta a várost (szeptember 19.). István egy török hadtestet Katlabugánál, Kilia közelében megvert ugyan (november 16), de az elvesztett várakat nem bírta visszaszerezni. István a túlerő elől a hegyekbe és erdőkbe húzódott, majd Magyar- és Lengyelországtól kért segítséget. Az osztrák háborúba bonyolódott Mátyás nem segíthetett, Kázmér lengyel király viszont felhasználta István szorongatott állapotát a hűségeskü kicsikarásában (1485) némi csekély segítség fejében. Mátyás király utólag szót emelt ugyan a szultánnál a fegyverszünet megszegése miatt és Kilia és Akkerman visszaadását követelte. De Bajazid a szerződés szövegére hivatkozott, amely Moldvát nem említi, a nagy áldozattal elfoglalt két vár visszaadását tehát megtagadta. Ellenben megígérte, hogy a fegyverszünet idején nem bántja többé Moldvát.
Már előbb is szerette volna a lengyel király elérni a hűségeskü letételét. De István arra szorítkozott, hogy írásban újította meg a hűségi fogadalmat; magát a hűségesküt, mint ígérte, csak a királlyal való személyes találkozás alkalmával akarta letenni. De ezúttal a végveszélyben engednie kellett a sürgetésnek. Kolomeába ment, ahol a hűségeskü letétele nagy számú lengyel had jelenlétében 1485. szeptember 10-én ment végbe. Külön erra a célra berendezett sátorban Kázmér koronázó díszben, az ország főméltóságaitól körülvéve foglalt helyet a trónon. Amikor István térdre borult, hogy letegye az esküt, a sátor oldalait szándékosan leengedték, a hadsereg és az ott ácsorgó nép térdelve látta a lengyel király előtt a kereszténységnek akkor legünnepeltebb hősét. István nem árulta el felindulását, de ettől az órától kezdve szakított Lengyelországgal. Inkább Magyarországhoz csatlakozott. Egyúttal III. Iván moszkvai nagyfejedelmet (akinek fia, Ivánovics Iván, István leányát, Elenát vette nőül) igyekezett a török elleni szövetségnek megnyerni. De a béke, amelyet Magyarország a szultánnal kötött, Moldvának is javára vált és Istvánnak nem volt többé háborúja a törökkel.

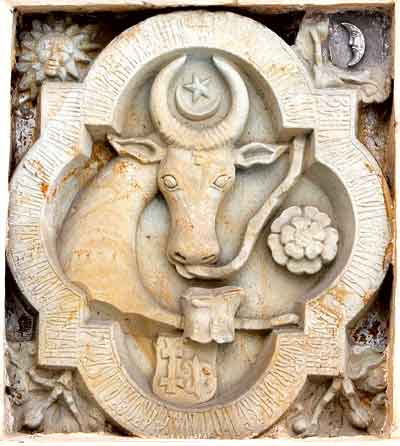
III. István címere (1481)

Besszarábia egy része török kézben maradt ezután is, Moldvát azonban  őserdei (főképp a mai Bukovinában) és István vitézsége megvédték a török további meghódítási kísérleteitől. 1486-ban megállapodott II. Bajazid szultánnal, hogy egy évente fizetendő adó fejében Moldva megőrizheti önkormányzatát. A 16. századtól kezdve a Moldvai Fejedelemség az Oszmán Birodalom vazallusa lett.
Mikor Mátyás király halálával Kázmér lengyel király fiai, Ulászló cseh király és János Albert herceg, valamint Habsburg Miksa osztrák herceg versengtek a magyar koronáért, István Miksa mellé állt, és annak híve maradt Ulászló megválasztása (1490. július 15.) után is. Miksa megjutalmazta hűségét és rendkívüli meghatalmazásokkal látta el Erdélyben, az ottani rendeket pedig 1490. augusztus 11-én felhívta, hogy engedelmeskedjenek István moldvai vajdának, aki meg van bízva, hogy a király (Miksa) nevében hódolatukat fogadja és őket oltalmazza. Ebben az időben, amikor István a Jagelló-házbeli magyar és cseh király ellensége volt, történhetett, hogy a magyar csapatok (a cseh nevű) Hromot vezetése alatt betörtek Moldvába, mely betörést a moldvai évkönyvek hibásan 1486-ra (valószínűleg 1491 helyett) teszik. Istvánnak Ulászló elleni ellenséges magatartását elsősorban Lengyelország okozta. Csapatai 1491-ben be is törtek Pokuttyába és Podóliába. Csak a pozsonyi béke után, melyet Miksa Ulászlóval kötött (1491. november 7.), ismerte el István is Ulászlót, ki 1492-ben átadta neki a Mátyástól adományozott Csicsó és Küküllő erdélyi várakat. Ellenben Lengyelországgal nem tudott többé kibékülni.
A fejedelem a lengyel vazallusság mellett fenntartotta a jó viszonyt Magyarországgal is, és 1492-ben Küküllő várát kapta Erdélyben hűsége zálogául (Csicsó várát pedig már előbb adta neki Mátyás.) IV. Kázmér halála után a lengyel trónon utóda János Albert elhatározta Moldva meghódítását és István letételét, s e végett 1497-ben mintegy 80 000 főnyi sereggel Bukovinába ütött s Szucsávát ostrom alá vette. István a magyaroktól, töröktől és tatároktól kért segítséget. II. Ulászló magyar király küldött is 2000 székelyt, akik a moldvai sereget erősítették. (Koźmini csata) Nemsokára fegyverszünet jött létre és a lengyel had megszégyenülve tért vissza hazájába.
Kázmér halálával (1492) utódja, János Albert irányában nem újította meg a szokásos hűségfogadalmat. A király testvére, Sándor litván nagyfejedelem, már 1493-ban szövetségi ajánlatokat tett neki, amelyeket 1496-ban megismételt, de István elutasította. Azzal az ürüggyel, hogy a török ellen nyomul és vissza akarja tőle Kilia és Akkerman várát foglalni, János Albert 80.000 főnyi haddal és hatalmas készletekkel (20.000 szekér és 40.000 paraszt) 1497 augusztusában a Dnyeszteren átkelve Bukovinába nyomult. A háború István ellen irányult, de a király csak moldvai területen árulta el valódi szándékait, amikor az eléje küldött követeket fogságra vetette. Erre István csapatokat rendelt Czernovitzba, hogy a lengyelek átkelését a Pruton megakadályozzák. Maga Románig vonult vissza, hogy az eseményeket bevárja. Szeptember 24-én a lengyelek Szucsáva falai alatt álltak és azt három hétig hasztalanul vívták. Eközben István segélyhadat kapott Havasalföldről, Erdélyben a székelyek közt zsoldosokat fogadott és kieszközölte, hogy Drágffy Bertalan erdélyi vajda is haddal siessen segítségére. Drágffy közbenjárásával azonban egyezséget kötöttek, amely szerint a lengyelek ugyanazon úton, amelyen jöttek, kivonulnak az országból. Október 19-én a lengyel sereg elindult Szucsáva alól, de valószínűleg a gyors visszavonulás céljából azt a rövidebb utat választotta, mely a kozmini erdőn át (a Szeret és a Prut közt) vezetett. Itt a moldvaiak rajta ütöttek és keményen megverték (október 26.). János Albert, akit Czernovitznál a Pruton való átkelésekor, majd ismét Lentzeszti és Szipenic mellett megtámadtak, csak serege romjaival ért a határszélre. Ezen iszonyú mészárlás alkalmából keletkezett Bielski szerint ez a lengyel közmondás: Za króla Olbrachla Wygubiona szlachta (Albert király idejében verték agyon a nemességet).
A foglyok száma, mint mondják, 20.000-re rúgott. A monda szerint, amely a moldvai történetíróknál csak a 18. század elején kezd előfordulni, és amely a nép körében kiszínezettebb formában ma is él, István a lengyel foglyokat eke elé fogatta és fölszántatott velük egy darab földet, melyet azután makkal vettetett be. A helyén nőtt erdőt a moldvaiak dumbrava rosie-nek (vörös tölgyerdő), a lengyelek bukovini (azaz bükk-) erdőnek nevezték.
1498-ban István új szövetséges társaival, a törökkel és tatárral beütött Lengyelországba, és Lemberg, Przemysl, Radzimin környékét kirabolva, mintegy 100 000 főnyi fogollyal tértek vissza s töltötték meg a török tartományokat. A foglyokat (nagyobb részt ruszinok) Bukovinában és más moldvai területeken telepítette le. A fejedelem azonban úgy látszik nem vetette magát alá a törököknek, mert az ugyanezévi Magyar- és Lengyelországgal kötött egyezségben arra kötelezte magát, hogy a törökök hadi készületeiről mindkét országot értesíteni fogja, a török hadakat országán átvonulni nem engedni és nem segíti.

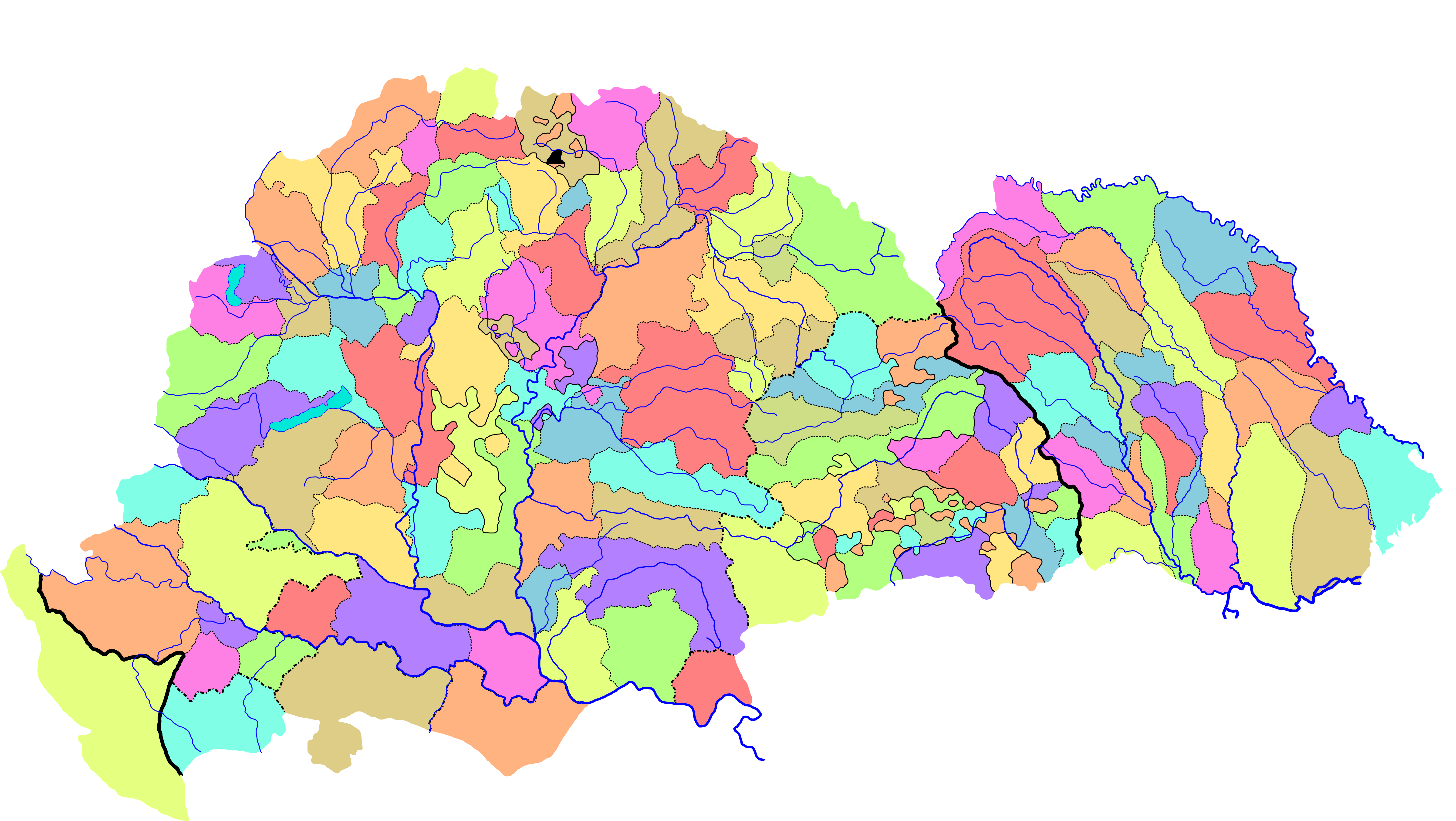
A Moldvai Fejedelemség és a Magyar Királyság

1498. július 19-én jött létre Ulászló magyar király közbenjárásával a béke. Feltételeit Ulászló követei állapították meg János Alberttel Krakkóban. Ezután 1499. április 16-án, szintén Krakkóban, egyrészt István, másrészt Ulászló követei a lengyel királlyal béke- és szövetségszerződést kötöttek, amelyet István július 8-án erősített meg. Ez a lengyel-magyar-moldvai hármasszövetség véd- és dacszövetség volt a török ellen, és mindhárom szövetkező félre egyenlő kötelezettségeket rótt. István egyenrangú szövetségesként jelenik meg benne a hűbéri viszonyra való mindenféle utalás nélkül. Magyarország irányában ez a viszony ebben az időben ténylegesen annyiban állt fönn, hogy István magyar hűbérül bírta Csicsó és Küküllő várát, amelyek birtokában Ulászló 1500-ban és 1503-ban megerősítette őt.

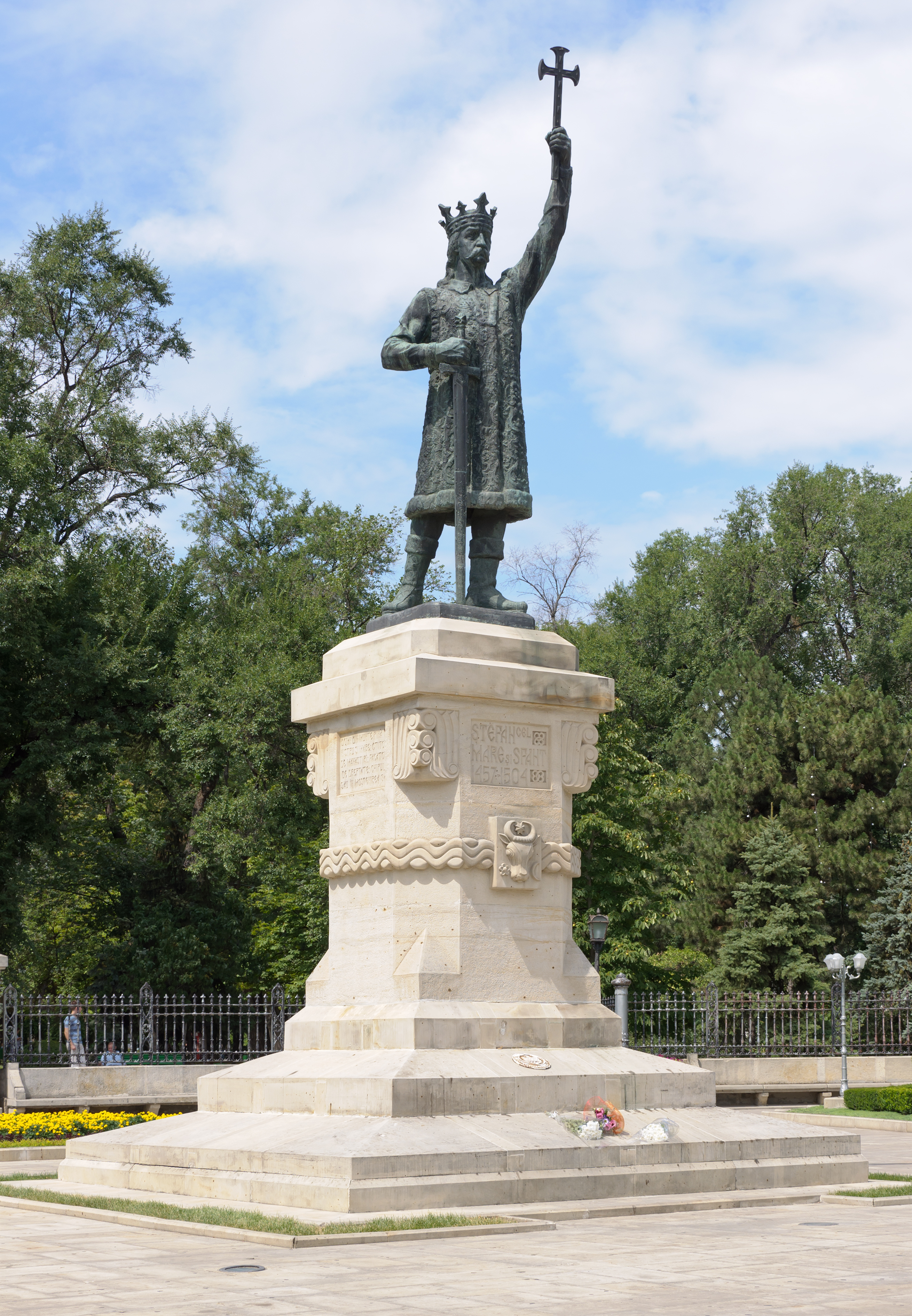
Stefan cel Mare szobra Kisjenőben (Chișinău)

Még 1498-ban bebizonyította a szerződés komolyan vételét, mert amikor 80 000 török Lengyelországba tört és Vörösoroszországot elpusztítva Moldván át visszatérni akart, István a hirtelen beállott fagytól felére olvadt sereget megtámadta és szétverte. A lengyel János Albert halála (1501) után István felingerelte a tatárokat az új lengyel király, Sándor ellen, és mialatt ezek Podóliába ütöttek, ő a Kárpátok és Dnyeszter közötti lengyel tartományt, Poklucsot elfoglalta, ahonnan csak akkori hűbérura, II. Ulászló magyar király közbenjárására vonult ki.
1501-ben (Szent Mihály napja után) István az új királyhoz, Sándorhoz, követséget küldött egyebek közt abból a célból, hogy „Bukovina” határainak megállapítása ügyében tárgyaljon. A közvetlenül ezután kelt okiratokból kiderül, hogy a Bukovina (bükkerdő) nevet, mellyel előbb a lengyel-moldvai határ erdős területét jelezték, ekkor terjesztették ki Pokuttyára. A tárgyalások nem vezettek eredményre, mert István a következő évben betört Pokuttyába és Podóliába, a hatalmába került pokuttyai Bukovinát (a Kárpátoktól a Dnyeszterig), ahol 3.000 ember állt a fejedelem zászlói alá, Kolomeát és a halicsi kerületetet a saját tisztviselői irányítása alá rendelte és ismét sok népet hurcolt el Moldvába. A vidék összes ruszinjai, mondja a királyhoz intézett hivatalos jelentés, a vajdához pártoltak át. István azt állította, hogy az elfoglalt terület ősidőktől fogva Moldvát illeti.
Ebből a hadjáratból István súlyos köszvényes megbetegedéssel tért haza. Ismét a magyar király eszközölte ki testvére, a lengyel király kérelmére a békét. 1503 októberében a küzdő felek abban állapodtak meg, hogy követeik november 2-án Korczynban találkoznak Ulászló követeivel, hogy megszemléljék a megszállt területet a halicsi erdőtől délre a Dnyeszter és a Kárpátok mentén. De mielőtt az ügy elintézésre került volna, István 1504. július 2-án meghalt.
Istvánt, akit a moldvai évkönyvek Nagy melléknévvel ruháznak föl, „nagy gyász és siralom közt, megsiratva az ország minden lakosától, halála után úgy tisztelve, mint szent” – mondja Ureche krónikája – temették el kedves kolostorában, Putnában, amelyet 1466-ban kezdett építeni és 1470. szeptember 3-án nagy egyházi pompával szenteltetett föl. István korából nem egy értékes egyházi edény, ruha és misekönyv található ott ma is, viszont a régi épület elpusztult és az 1662-ből származó új kolostortemplom is többször átépítésre került. István alapította Bukovinában a petrouci – Suceava mellett –, a szentiliei és voroneci kolostorokat is, amelyek ma plebániatemplomok. Mindháromban vannak még régi falfestmények bibliai és egyháztörténeti jelenetek rajzával, köztük van Istvánnak a felnőttkori arcképe. Hasonló egykorú arckép maradt fönn abban az evangeliáriumban, amelyet István a humori kolostornak ajándékozott. Fejedelmi alak bizánci öltözetben, koronás fejjel, lecsüngő világosbarna hajjal és merész nézésű sötétkék szemmel. A négy kolostoron kívül István Bukovinában három, máig is meglévő templomot alapított: a badeucmillesoucit, a vollovecit és a reussenit. Ez utóbbit atyja, II. Bogdán síremlékével.

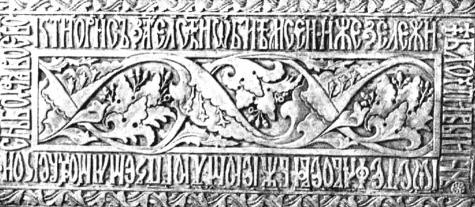
István sírja a putnai kolostorban

A hagyomány szerint István halála előtt azt ajánlotta fiának és utódjának, Bogdánnak, hogy kössön Törökországgal hűbéri szerződést, amely évi adófizetés fejében biztosítani fogja az országnak a belső önállóságát. Érezte, hogy mi vár abban az esetben Moldvára, ha nem olyan harcias ember a fejedelme, mint amilyen ő volt.
Hosszú uralkodása jelentős kulturális fejlődéssel járt. Maga az uralkodó sok templomot és kolostort építtetett, ezek közül néhány jelenleg a világörökség része. Több moldvai várat megerősített, hogy ellen tudjanak állni a tüzérségnek: Hotin, Neamț, Suceava.
Rövid idővel halála után szentként kezdték tisztelni; a román ortodox egyház szentté avatta Igazhitű Nagy és Szent István vajda néven.

## Népszerűsége

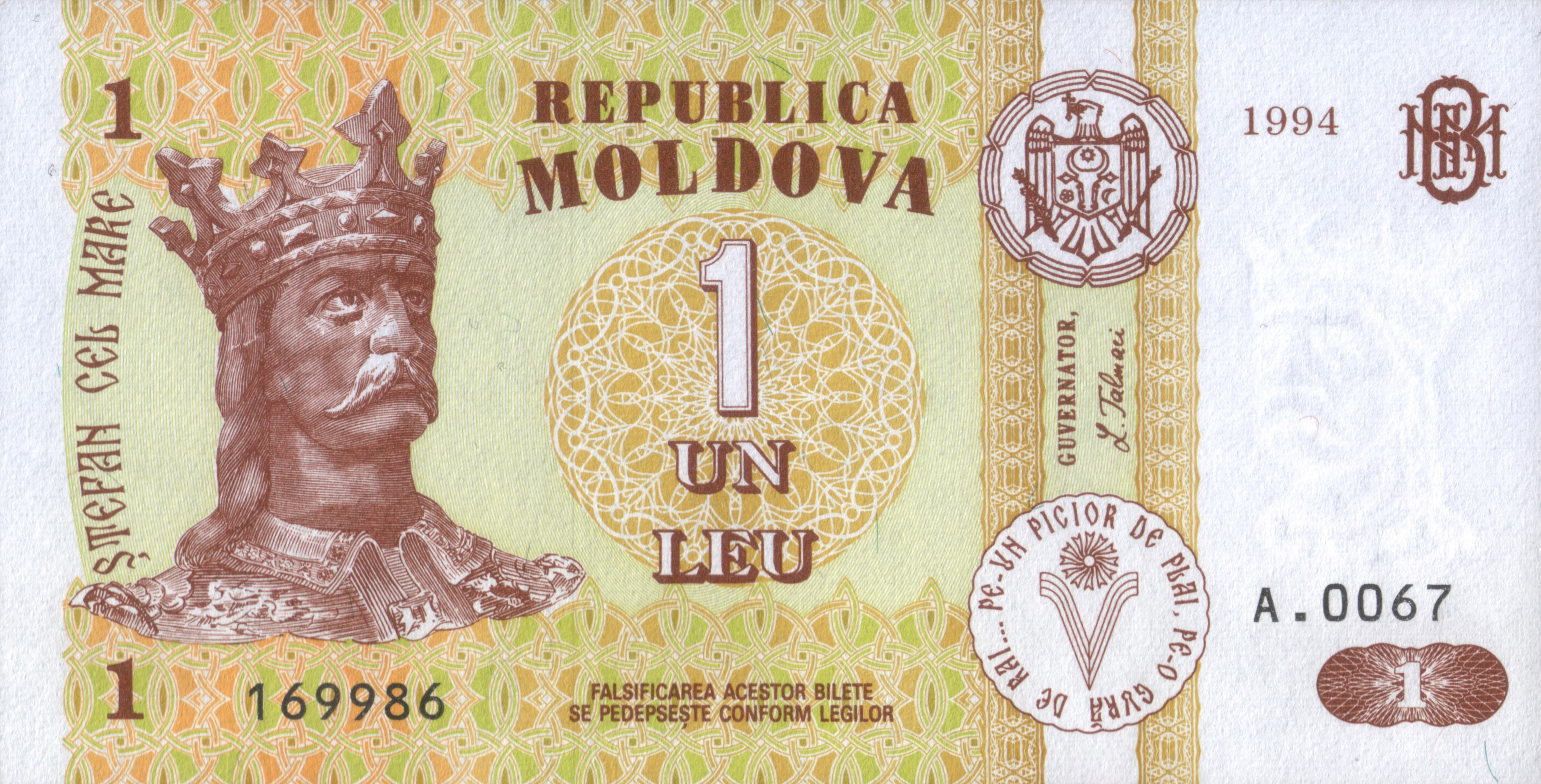
Ábrázolása a moldovai 1 lejesen

2006-ban a „Mari români” című romániai televíziós szavazáson a minden idők legnagyobb román személyisége voksoláson, Mátyás király moldvabányai legyőzője III. István moldvai fejedelem kapta a legtöbb szavazatot, A román fejedelem által 1467-ben legyőzött nagy ellenfele, a sokak által román származásúnak tartott Hunyadi Mátyás azonban csak a 61. helyezett volt. Ugyanebben az évben Magyarországon, a Múlt-kor portál szavazói, Mátyás királyt választották a magyar történelem legkiemelkedőbb alakjának.

## Fordítás
- Ez a szócikk részben vagy egészben a Ștefan cel Mare című román Wikipédia-szócikk ezen változatának fordításán alapul.  Az eredeti cikk szerkesztőit annak laptörténete sorolja fel. Ez a jelzés csupán a megfogalmazás eredetét és a szerzői jogokat jelzi, nem szolgál a cikkben szereplő információk forrásmegjelöléseként.